# Cửa khẩu Nong Ma
Cửa khẩu Nong Ma là cửa khẩu đường bộ tại vùng đất Ban Nong Ma muang Bualapha tỉnh Khammouan (Khăm Muộn), CHDCND Lào 
Cửa khẩu Nong Ma (Noọng Mạ) thông thương với Cửa khẩu Cà Roòng 17°17′02″B 106°11′42″Đ / 17,283887°B 106,195128°Đ tại vùng đất bản 61 xã Thượng Trạch huyện Bố Trạch tỉnh Quảng Bình, Việt Nam . Ngày 18/4/2003 giới chức hai nước Việt Nam - Lào đã làm lễ khai trương cặp cửa khẩu Nong Ma - Cà Roòng .
Đến năm 2019 Cửa khẩu Nong Ma không mở cửa cho người nước ngoài qua lại .